# Churinga

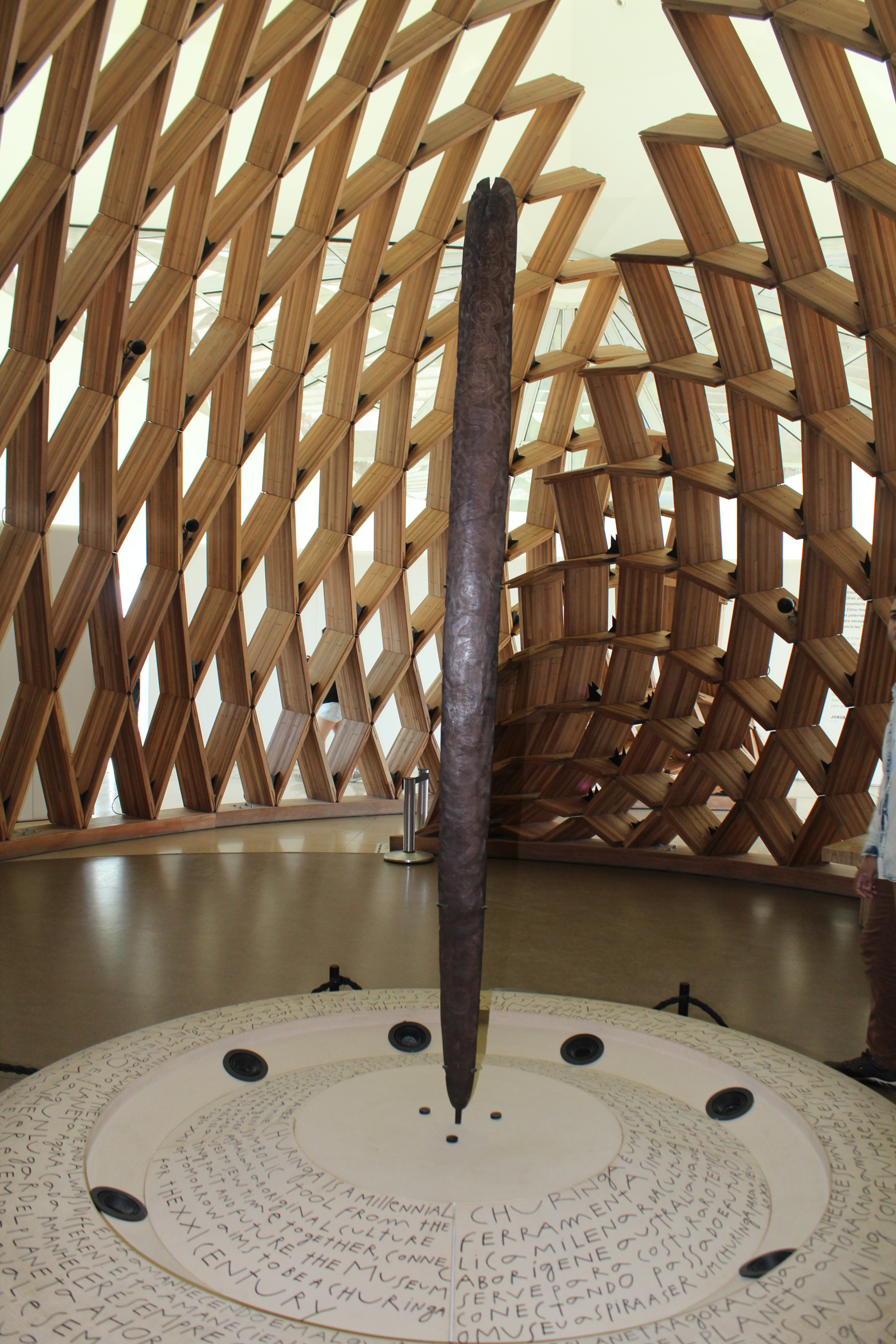
Churinga (centro) exposta no Museu do Amanhã.

A churinga é um objeto utilizado pelos aborígenes australianos como forma de registro. Feito de madeira ou pedra, é comumente elíptico e possui inscrições. Também pode ser chamado tjuringa ou tjurunga. É um objeto carregado de significado espiritual, considerado sagrado, e que faz a conexão entre o passado e o futuro, está relacionado a lembrança dos ancestrais, a herança dos mitos e a cultura dos indivíduos de um grupo. 
No Brasil, uma churinga pode ser encontrada no Museu do Amanhã como uma representação do objetivo do museu, que é lembrar o passado e guiar a construção do futuro.

## Etimologia
A palavra tjurunga significa "o segredo que pertence [a alguém]". "Tju" significa "escondido, secreto", e "runga" significa "aquilo que pertence, aquilo que é meu". Pode ser usado como substantivo ou como adjetivo, e pode se referir a outras coisas que não o objeto sagrado.

## Significado e uso ritualístico
Lévy-Bruhl relata as crenças dos povos Aranda e Loritja de que a churinga pode ter origem do corpo de criaturas místicas, descritas como deuses que podem assumir formato de animais. A churinga une o homem com seu ancestral totêmico e também com o seu totem (que pode ser um animal, uma planta, etc.). A churinga não tem relação com a "alma", mas sim com o corpo. Assim, todo homem tem dois corpos, um de carne e osso, e outro de madeira ou pedra. "Enquanto a churinga - que une o indivíduo com seu ancestral totêmico - estiver em segurança, o indivíduo estará em segurança", relata o antropólogo Carl Strehlow.
Cada grupo de pessoas tem sua própria churinga, com seu próprio estilo e diferentes significados. Segundo Hambly, mulheres, crianças e meninos não iniciados não poderiam visitar os esconderijos das churingas, que eram utilizados em rituais e cerimônias, por exemplo ligadas a atrair chuva ou comida. Esses objetos são adornados com círculos e espirais que possuem significados específicos.
Um tipo específico de churinga, chamado bull-roarer, é perfurado e amarrado em uma corda. Quando girado com velocidade, faz um barulho que dá origem ao nome em inglês. Os meninos não iniciados aprendem que a origem do barulho é algo mais que humano, mas após a iniciação, descobre a verdadeira origem do som. Mulheres e crianças, ao ouvirem o barulho, sabem que devem se manter longe.